# Julio de Caro
Julio de Caro (Buenos Aires, 11 de diciembre de 1899 - Mar del Plata, 11 de marzo de 1980), fue un violinista, director de orquesta y compositor de tango argentino.

## Primeros años
Era el segundo de los doce hijos del matrimonio formado por Matilde Ricciardi Villari y José De Caro De Sica y nació en una casona del barrio de Balvanera en la calle de la Piedad (actual Bartolomé Mitre) a la altura de Azcuénaga de la ciudad de Buenos Aires. Se habían casado en Buenos Aires, eran italianos y vinculados al arte: la madre había trabajado profesionalmente como cantante y el padre había estudiado música en Italia y trabajado en el conservatorio de la Scala de Milán. 
Desde su infancia estuvo muy unido a su hermano Francisco, quien era poco menos de dos años mayor que él. Posteriormente la familia se mudó a la calle Bolívar y luego a San Telmo (actual Defensa) al 200, en el barrio del mismo nombre donde su padre instaló un conservatorio y un negocio de venta de partituras e instrumentos musicales al que concurrían muchos músicos, por lo cual los hermanos crecieron en contacto con el ambiente musical de la época. Estudió inicialmente en una escuela primaria del barrio y luego cuando su familia retornó al barrio de Balvanera mudándose a una casa en México y Catamarca siguió estudiando primero en el Colegio San José y luego en el Colegio Nacional Mariano Moreno cursando el secundario. Además en 1913 comenzó a ayudar a su padre dando clases de teoría y solfeo.

## Sus estudios musicales
Siguiendo directivas del padre, desde pequeño Julio De Caro estudió piano en tanto su hermano Francisco se dedicaba al violín, primero con su padre y luego con David G. Bolia (quien había estudiado en el famoso conservatorio de Nápoles, Italia, y fundó en 1888 en Buenos Aires el Conservatorio Melani, que actualmente (año 2008) funciona en Avenida Independencia y Rincón, bajo la dirección de su nieta). En algún momento, sin embargo, se dieron cuenta de que preferían el instrumento del otro. Como no se animaban a pedírselo directamente al padre lo hicieron con la mediación de su madre y obtuvieron la conformidad paterna para intercambiar los instrumentos que estudiaban.
Julio fue a estudiar con el maestro Fracassi en tanto Francisco ingresó en el Conservatorio Williams. Se trataba en los dos casos de instituciones de prestigio y fue así que pronto empezaron a realizar recitales, incluso en la sala Príncipe George´s Hall ubicada en la calle Sarmiento, a la que solamente se llegaba con conocimientos musicales sólidos. Tanto los estudios de los hermanos De Caro como los recitales eran de lo que el padre llamaba música seria, con total exclusión de música popular.
En 1915 Julio participó en el actual teatro Liceo (entonces teatro Lorea) como segundo violín en la orquesta de la compañía de zarzuela, gracias al empresario Arturo De Bassi, que era amigo del padre. Pese a que pidió que no se lo contara al padre, este se enteró y además de obligarlo a devolver los cinco pesos ganados por esa actuación lo tuvo como castigo ocho días en un rincón a pan y agua.
Francisco y Julio, sin embargo, habían comenzado a concurrir a lugares donde los maestros Roberto Firpo, Arolas, Cobián y otros músicos de su nivel ejecutaban música de tango y, a escondidas, empezaron a leer y practicarla.

## Inicio como músico profesional
En 1917 un grupo de amigos que acompañaba a Julio en el salón Palais de Glace se unieron para reclamarle que subiera al escenario, por lo que el requerido se vio compelido a ocupar en la orquesta de Firpo el lugar del violinista, quien le prestó su instrumento, para ejecutar un tango con ella, recibiendo al terminar las felicitaciones del director y de Eduardo Arolas que se encontraba presente. Días después Arolas, que en ese momento tenía un éxito clamoroso, visitó al padre de Julio para proponerle su incorporación a su orquesta y la respuesta fue negativa (el padre había resuelto que estudiara medicina) pero un poco más adelante Julio debutaba a los 18 años y sin conocimiento de su padre, en el conjunto del bandoneonista Ricardo Luis Brignolo reemplazando temporalmente al violinista titular.
Esas dos semanas de actuación mostraron a Julio lo que seguramente ya vislumbraba, esto es su vocación tanguera, y lo decidieron a aceptar el pedido de Arolas y fue así que pocas semanas después quedaba estructurado un quinteto con Roberto Goyeneche al piano, Rafael Tuegols y De Caro en violín, y Manuel Pizarro y el mismo Arolas en bandoneón. Con este conjunto estrenó Julio Mon beguin, su primer tango.
Al no aceptar su padre que Julio abandonara sus estudios y se dedicara a la música popular, fue echado de su casa y Francisco siguió el mismo camino sin esperar que lo echaran. El conjunto de Arolas hacía exitosas presentaciones en cabarés y cafés céntricos y en la temporada de verano viajaron al Uruguay para actuar en los hoteles municipales de Montevideo culminando las actuaciones en el Teatro Solís donde animaron los bailes de Carnaval. En esa ciudad Julio se reencontró con Francisco que había fijado residencia en ella y trabajaba como pianista en salas cinematográficas acompañando las películas mudas y también en cabarés. 
Ambos hermanos, que recibían buenas retribuciones por su labor, también producían juntos y así crearon el tango Mala pinta y luego otros como Mi encanto, Pura labia, Don Antonio, A palada, Era buena la paisana, Percanta arrepentida, Bizcochito, Gringuita y La cañada. 
Al regresar en 1919 comenzó Arolas una gira por la Provincia de Buenos Aires pero en medio de ella Julio De Caro y el pianista José María Rizzuti que había sustituido a Goyeneche tuvieron un desacuerdo económico con Arolas, se separaron del conjunto y regresaron a Buenos Aires. En esta ciudad de reunieron con el bandoneonista Pedro Maffia que por iguales motivos había dejado la orquesta de Roberto Firpo y con el violinista José Rosito y formaron un cuarteto que inició sus actuaciones en el Café El Parque de Talcahuano y Lavalle.. En ese lugar Maffia estrenó su tango Pelele, Maffia y De Caro estrenaron Tiny y Rizzuti y De Caro estrenaron Pulgarín.
Algún tiempo después y pese al éxito de público que tenían, el conjunto se disolvió en forma amigable porque sus integrantes habían recibido propuestas que los satisfacían: Maffia volvía con Firpo, De Caro y Rizzuti se incorporaron a la primera orquesta de Osvaldo Fresedo para actuar en el Casino Pigall. Durante el viaje que Fresedo hizo a Estados Unidos a mediados de 1920 para grabar el conjunto continuó actuando en el lugar pero al regreso Fresedo los dejó en libertad de acción porque no pensaba reincorporarse a la orquesta.

## Su paso por la orquesta de Minotto Di Cicco
Al poco tiempo Julio viaja a Montevideo para hacer una serie de actuaciones con Enrique Pedro Delfino. Cuando finalizan en 1922 permaneció en Montevideo donde poco después se incorporó a la orquesta del bandoneonista Minotto Di Cicco. Más adelante Francisco se unió a la orquesta para reemplazar al pianista Fioravanti Di Cicco y esa fue la primera oportunidad en que los hermanos trabajaron juntos en una agrupación profesional. Julio estrenó allí sus tangos La Farándula, Maridito Mío, Milonga Corrida, Jardín florido y Minotito y en la misma época los hermanos De Caro compusieron La mazorca y El bajel.
La relación profesional de Julio con Minotto finalizó en excelentes términos cuando el primero aceptó la propuesta de incorporarse al trío integrado por Antonio Gutman en bandoneón, Roque Ardit en piano y Pedro Aragón en violín con la finalidad de mejorar con sus conocimientos de música el estilo de ejecución del conjunto.

## En la orquesta de Cobián
Al terminar el verano de 1923 Julio vuelve a Buenos Aires y se incorpora a la orquesta que estaba organizando el prestigioso pianista y compositor Juan Carlos Cobián, conjunto que quedó para la historia pues significó el antecedente directo del movimiento de transformación instrumental más importante del tango,  integrada por Juan Carlos Cobián (piano), Agesilao Ferrazzano y Julio De Caro (violines), Pedro Maffia y Luis Petrucelli (bandoneones) y Humberto Costanzo (contrabajo). Actuaron en el Abdulla Club de la Galería Güemes y grabaron para RCA Victor, entre ellos los temas de De Caro La machona, Astor, Carita de ángel y La confesión.

## Tocar para la alta sociedad
En diciembre de 1923 un empresario le ofreció a Francisco De Caro que con una agrupación de cinco o seis músicos actuara para las fiestas de fin de año en reuniones en diversas residencias de gran categoría percibiendo la suma de ochocientos pesos por baile, que era muy elevada para la época. Se unió así con Julio, que estaba sin trabajo porque Juan Carlos Cobián había disuelto su conjunto, Emilio De Caro y el contrabajista Leopoldo Thompson más Maffia y Petrucelli. No solamente las presentaciones fueron muy exitosas sino que además la impecable vestimenta de los músicos (smoquin, camisa de pechera dura y cuello palomita) más la intachable conducta que mostraron contribuyeron a la definitiva aceptación del tango en la alta sociedad porteña.
Con el principal propósito de continuar juntos ya que se sentían a gusto en la orquesta (que todavía no tenía nombre) aceptaron tocar en el café Colón de Avenida de Mayo y Bernardo de Irigoyen donde les pagaban treinta y cinco pesos por cada tarde de actuación y participar en programas experimentales de Radio Sudamérica, esto último gratis pues buscaban promoción.
Sin embargo, pese a sus deseos, los músicos decidieron dar por terminadas las actuaciones en unas pocas semanas porque los ingresos eran insuficientes pero antes de ello recibieron la nueva propuesta de tocar en el salón L´Aiglon de Florida entre Cangallo y Bartolomé Mitre durante los bailes de Carnaval con una retribución que permitía formar una orquesta de veinte músicos. Convinieron que si bien la orquesta se mantendría sin nombre como hasta el momento, se anunciaría bajo la conducción de Julio De Caro.
La orquesta quedó formada en esta forma: Julio, Alberto y Emilio De Caro, Lorenzo Olivari, Esteban Rovati, Bernardo Germino y Antonio Arcieri en violines, Pedro Maffia, Luis Petrucelli, Ricardo Brignolo, Luis D´Abraccio, Ángel Danesi, Nicolás Primiani, Miguel Orlando y Luis Minervini en bandoneones, Francisco De Caro y Roberto Goyeneche en pianos y Leopoldo Thompson y Olindo Sinibaldi en contrabajos.
Terminados los bailes de Carnaval Julio y Francisco volvieron a las presentaciones en el café Colón y por allí apareció el conde Chikoff para ofrecerles un contrato de seis mil pesos por mes para el sexteto para tocar en el Vogue´s Club, que organizaría tés danzantes pensados para la alta sociedad en el local del Palais de Glace. Al mismo tiempo recibieron el ofrecimiento para grabar en RCA Víctor.
Poco antes del debut, Maffia y Petrucelli deciden abandonar la orquesta, incidentalmente irritados por una publicidad del Vogue's Club que anunciaba la orquesta "de" Julio De Caro. La agrupación necesitaba urgente su reemplazo, pues se acercaba el día del debut. Prácticamente en las vísperas Maffia, que acababa de perder mucho dinero en el juego, le ofreció volver al conjunto hasta hallar otra ubicación, lo que aceptó Julio aunque su relación personal continuó tirante. Por otra parte,  por mediación del bandoneonista Enrique Pollet conoció, escuchó y contrató de inmediato a Pedro Laurenz.
El ingreso de Laurenz no venía con buenos augurios. Hasta ese momento era prácticamente un desconocido que iba tocar como segundo bandoneón de un músico ya consagrado como era Pedro Maffia que, además, prácticamente no hablaba con el director de la orquesta. Sin embargo, no sólo no tuvo fallas su presentación sino que además se creó una amistad con Maffia y formaron uno de los dúos de bandoneones más famosos de la historia del tango
Julio De Caro y Maffia recompusieron su relación al punto que vivían con Francisco en el mismo departamento y la orquesta tomó en forma definitiva el nombre del primero. De inmediato salió un contrato para inaugurar el cabaré Chantecler de la calle Paraná, donde Julio De Caro estrenó sus tangos Adiós Chantecler y Buen amigo.
El 10 de abril de 1925 volvieron al Palais de Glace para actuar en lo que ahora era el Ciro´s Club, convertido en un centro de la alta sociedad, al punto que allí se brindó la recepción de gala al Príncipe de Gales en su visita al país.

## El violín-corneta de Julio de Caro
Paul Whiteman, el famoso músico de jazz era artista de la RCA Victor, al igual que Julio de Caro y le gustaba mucho el tango que había tenido ocasión de escuchar cuando Juan Carlos Cobián estuvo en Estados Unidos. Al oír a De Caro en ocasión de que el mismo fuera a realizar grabaciones a los estudios de la Víctor le sugirió a la grabadora que le dejaran el violín-corneta con el que grababan concertistas clásicos que estaban reparando porque según su criterio tenía un concepto nuevo, moderno. La innovación consistía en que para aumentar el volumen del violín se le adhirió una corneta, de ahí su nombre, lo que aproxima el sonido instrumental a la voz humana, dotándolo un matiz nasal. Cuando el representante de la empresa viajó a Buenos Aires le llevó el violín a De Caro, ofreciéndole que el precio lo fuera descontando de los derechos a cobrar. El músico al comienzo no quiso usarlo pero luego lo aceptó y si bien le costó adaptarse al mismo, finalmente fue bien aprovechada para darle una especial sonoridad a la orquesta, llegándose a conocerlo como el "violín-corneta de Julio de Caro".

## Continuidad en la actuación
En esa época falleció repentinamente el contrabajista Thompson y Hugo Baralis (padre del conocido violinista del mismo nombre) lo reemplazó.
Siguieron luego actuaciones de la orquesta en el Richmond Florida, el Tigre Hotel y en el Plaza Hotel. En los Carnavales de 1926 De Caro volvió a animar los bailes en el teatro 18 de julio de Montevideo con algunos cambios en la orquesta: Baralis fue reemplazado por Olido Sinibaldi y se agregan los violines de Manlio Francia y Antonio Arcieri y los bandoneones de Enrique Pollet y Antonio Romano.
De vuelta a Buenos Aires fue contratado para actuar en el cine Select Lavalle, oportunidad en que el músico de formaciones sinfónicas Enrique Kraus reemplazó a Sinibaldi, mientras se proyectaban películas mudas. La realidad es que al público que acudía no le interesaba qué película proyectaban sino que iba a ver y escuchar a Julio De Caro. En esa temporada el tango Guardia vieja que De Caro dedicó al presidente Marcelo T. de Alvear fue el gran éxito. A mediados de ese año Pedro Maffia se separa amistosamente de la orquesta para formar su propio conjunto por lo que Pedro Laurenz es promovido a primer bandoneón y se incorpora en su lugar Armando Blasco.
Asumiendo el papel de empresario con el jazzista Gordon Stretton, De Caro actúa con gran éxito durante los bailes del Carnaval de 1927 al mismo tiempo en el teatro Avenida y en el cine Callao.  A continuación, entre mayo y septiembre fue al Copacabana Palace Hotel de Río de Janeiro agregándose a la orquesta el cantor Luis Díaz y en esa temporada estrenó Tierra querida, Copacabana y Olimpia. Retornados a Buenos Aires y al Select Lavalle estrenó Mala junta escrito en colaboración con Pedro Laurenz.
Para los Carnavales de 1928 actuó en los teatros Ópera y San Martín y prosiguió luego con actuaciones en cine. Allí ingresó el contrabajista Vicente Sciarreta y De Caro estrenó Boedo y Moulin Rouge. Hacia fines de 1929 José Niesow sustituyó a Emilio De Caro y la orquesta animó los desfiles de modelos que se hacían en la tienda Ciudad de México ubicada en Florida y Sarmiento en tanto al mismo tiempo grababa para el sello Brunswick. Durante todo 1930 actuó en el Cine Real de la calle Esmeralda y Corrientes y en el Carnaval de 1931 en el teatro Nacional Cervantes. En esa época dio a conocer los valses Ilusión de pierrot y Amelia y los tangos Tierra adentro y Batida nocturna

## Gira por Europa
Julio De Caro y su orquesta se embarcaron el 4 de marzo de 1931 rumbo a Europa e iniciaron sus actuaciones en el Palais de la Méditerranée de Niza. Siguieron luego las presentaciones en Montecarlo, Cannes, Turín, Génova y Roma. La orquesta sorprendió gratamente al público, primero por la impecable presentación de los músicos con smoquin y luego por sus interpretaciones artísticamente estilizadas y con una riqueza instrumental desconocida hasta el momento en los conjuntos argentinos. En Roma presenciaron su actuación el príncipe Humberto de Saboya y su esposa María José de Bélgica. En Turín, su presentación en el teatro Ópera fue transmitida por Radio Torino y captada en Buenos Aires por Radio Splendid.
París fue la culminación de la gira: actuación en la Sorbona por invitación del embajador argentino Tomás Le Bretón, exitosa presentación en el Empire, contrato para tocar en una de las fastuosas recepciones en el Palacio de los  Rothschild  y filmación en los estudios de Jointville de la Paramount para la película Luces de Buenos Aires que dirigía Manuel Romero con las actuaciones de Carlos Gardel, Pedro Quartucci, Sofía Bozán, Gloria Guzmán y Vicente Padula entre otros. En el Palais de Mediterranée entre quienes asistieron a su actuación estaban Carlos Gardel y Charles Chaplin.

## Retorno a Buenos Aires y nueva formación orquestal
En Buenos Aires con el advenimiento del cine sonoro las orquestas comenzaban a ser desplazadas de los cines. De Caro reestructura su orquesta y durante 1932 actúa en el escenario del cine Astor y luego en el interior del país en una extensa gira. La nueva formación es la siguiente: Julio De Caro,  Sammy Friedenthal, José Niesaw, Simón Resnik y Vicente Tagliacozzo en violines, Pedro Laurenz, Armando Blasco, Alejandro Blasco, Calixto Sallago y Aníbal Troilo en bandoneones, Francisco De Caro y José María Rizzuti en piano, Vicente y José Sciarreta en contrabajo y el cantor Antonio Rodríguez Lesende.

## Primer Campeonato Nacional de Tangos
A iniciativa del Malevo Muñoz el diario Crítica de Buenos Aires organizó el Primer Campeonato Nacional de Tangos a llevarse a cargo en el estadio del Luna Park en el que compitieron las más prestigiosas orquestas de la época, salvo las que no fueron autorizadas por sus sellos grabadores. La votación, realizada por el público con una boleta adjunta a cada entrada dio como ganadora a la orquesta de Julio De Caro. En los lugares siguientes se ubicaron las orquestas de Edgardo Donato, Juan Pedro Castillo, Pedro Maffia, Ponzio-Bazán y Anselmo Aieta. En un posterior concurso de composiciones Julio De Caro obtuvo el primer premio con su tango El mareo.
Después de los Carnavales y por desacuerdos económicos la totalidad de los integrantes de la orquesta, salvo su hermano Francisco, se desvinculó de ella y formaron otra encabezada por Pedro Laurenz. Julio organizó entonces una nueva formación con Luis Gutiérrez del Barrio, Mauricio Salovich y el mismo Julio en violín, Francisco De Caro en piano, Carlos Marcucci, Romualdo Marcucci, Gabriel Clausi y Félix Lipesker en bandoneón y Francisco De Lorenzo en contrabajo.

## En el Teatro Colón
En 1935 De Caro formó una orquesta de cuarenta profesores para los bailes de Carnaval que organizó la Municipalidad de Buenos Aires en el Teatro Colón alternando el escenario con la jazz de Eduardo Armani. En esa oportunidad se estrenó el tango Coquito del maestro Carlos López Buchardo
Con la Orquesta Sinfónica de Radio El Mundo se presentó, en 1936, en el teatro Ópera, con "La evolución del tango" con obras de 1870 a 1905, la segunda desde 1905 a 1935 y la tercera, y última, con temas de 1935 en adelante. Una tarde, a la salida de uno de esos conciertos matinales estaban sus padres y se produjo el reencuentro y reconciliación. Su padre fallecería en 1950 y su madre once años después.
En 1937 se presentó en Viña del Mar (Chile), dirigiendo su Orquesta Internacional Melódica con la cantante Paloma Efrón "Blackie" y el cantor Edmundo Rivero. 
En la década de 1930 organizó conjuntos de mayores dimensiones, en los que incluía una mayor variedad de instrumentos, que en parte causaron cierto desvanecimiento de su estilo original. A pesar haber renovado el tango en los años 20 y de imponer un estilo al que responderían en mayor o menor medida casi todas las orquestas de tango posteriores a los años 20, no logró mantener el paso frente a la rápida evolución ocurrida en los años 40. A finales de esta década, sin embargo, volvió a la escena con un estilo muy renovado, propio ya de esta época, pero esta etapa de su carrera duró muy poco, retirándose de la dirección orquestal definitivamente hacia 1954.
La obra de Julio De Caro como compositor fue muy importante, destacándose temas como El Monito, Boedo, Mala Junta, entre otros. En esencia, el aporte fundamental del sexteto de Julio De Caro fue la incorporación de un estilo depurado en la interpretación orquestal del tango, estilo que conjugaba toda la riqueza de la música académica europea con el ritmo y el canyengue propios del género. Sus interpretaciones se caracterizan por la frecuente inclusión de pasajes de violín o de piano solista, así como de contracantos entre dos violines o entre violines y bandoneones. Esta difícil síntesis tuvo éxito y permitió además que la orquesta de De Caro pasara a ser la favorita de la alta sociedad porteña.

## Su retiro

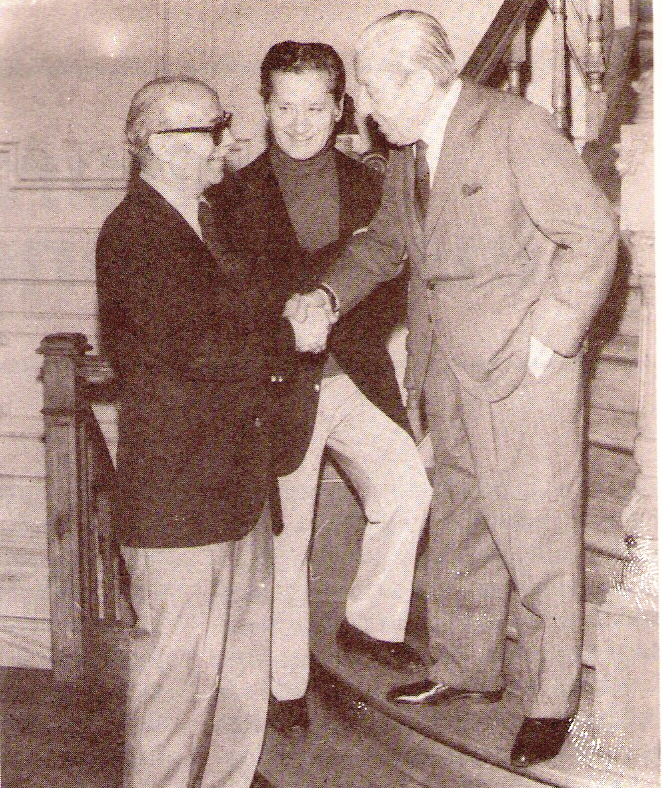
Ernesto Sabato, Ben Molar y Julio de Caro.

En 1954 abandonó la actividad artística casi al mismo tiempo que su hermano Francisco. A pedido de Ben Molar compuso en 1954 junto con Nicolás Cócaro el tango Un silbido en el Bolsillo para el proyecto 14 con el Tango. En 1975 de nuevo por pedido de Ben Molar compone junto con Ernesto Sabato, Cátulo Castillo, Florencio Escardó y Leopoldo Díaz Vélez entre otros, para el disco "Los 14 de Julio De Caro".
El 11 de diciembre fue declarado Día Nacional del Tango porque en esa fecha, aunque de diferentes años, nacieron Carlos Gardel y Julio De Caro. Ese día de 1977 al cumplir 78 años y, en conmemoración al primer "Día Nacional del Tango", recibió en el Luna Park un homenaje con la participación de las orquestas y los cantantes de la época y 15 mil personas le cantaron el feliz cumpleaños. Fue la última vez que estuvo arriba de un escenario. 
En 1921 Julio De Caro se había casado en Uruguay y de su breve matrimonio antes de separarse nació su única hija, Beatriz. En 1959 se casó en segundas nupcias con Cora Ambrosetti, proveniente de una familia muy destacada por sus estudios antropológicos y etnográficos.
Falleció en Mar del Plata el 11 de marzo de 1980 y sus restos se encuentran en el cementerio de la Chacarita junto a los de su hermano Francisco.

## Homenajes
En Mar del Plata, la ciudad en la que vivió y murió, una calle en el barrio Alfar lo recuerda. La ordenanza 16256 sancionada el 12 de agosto de 2004 le impuso a la arteria n.º 425 (más tarde la 4) Julio De Caro.  

## De Caro y el cine
De Caro trabajó en el cine en los filmes La barra de Taponazo (1932), Petróleo (1940),  Así es el tango (1937) y El canto cuenta su historia (1976); compuso la música para Murió el sargento Laprida (1939), fue director musical en Las luces de Buenos Aires (1931) y su tema Orgullo criollo está incorporado en el filme Café de los maestros.

## La música de Julio De Caro
Julio De Caro es considerado en la historia del tango como un músico que "hizo época". Muy probablemente su influencia en otros músicos sea mayor que su aceptación pública.
Las grabaciones de De Caro son de un sonido orquestal, en el sentido "clásico"; es decir: bastante más polifónico que sus contemporáneos y con matices dinámicos de increíble prolijidad. Como compositor y como arreglador, De Caro lleva a un grado mayor de elaboración y sutileza el recurso -habitual en el tango- de las contramelodías ejecutadas por el violín; habitualmente los tangos compuestos por De Caro (como Boedo o Mala Junta) exponen primero uno de los temas, y la segunda o tercera vez que aparece el violín (o los violines o las cuerdas) ejecuta en primer plano una melodía sobre el tema ya expuesto, que pasa a estar en un segundo plano. También utiliza -en una actitud que puede considerarse vanguardizante- timbres extraños al tango, como las risas dibujando una melodía (en Mala Junta) y curiosos gritos sobre el tango El monito.
Como compositor, los tangos de De Caro se mueven con un espectro más elegante de recursos armónicos y melódicos; lo mismo sucede en su faceta de arreglista y aun en la de intérprete. Esta apropiación por parte del tango de elementos pertenecientes a la música culta -o esta apropiación del tango por parte de compositores y estratos sociales que veneraban a la música europea- es uno de los hechos más aceptados en la historia del tango, al punto de hablarse de una "época decareana" y de considerar a Julio de Caro como uno de los músicos más importantes (o como uno de los precursores) de la llamada "Guardia Nueva", concepto que en sí es controvertido. 

## Los cantores de Julio De Caro
Estos son los cantores que pasaron por su orquesta:
- Félix Gutiérrez (1927/1928)
- Lito Bayardo (1929)
- Luís Díaz (1929/1932) (1938/1939)
- Pedro Lauga (1929/1932)
- Juan Lauga (1929/1932)
- Teófilo Ibáñez (1929/1932)
- Carlos Marambio Catán (1931)
- Antonio Rodríguez Lesende (1932)
- Edmundo Rivero (1936)
- Lydia y Violeta Desmond (1936)
- Héctor Farrell (1938/1943)
- Agustín Volpe (1941/1942)
- Roberto Quiroga (1942)
- Carlos Viván (1943/1944)
- Roberto Medina (1949/1951)
- Fanny Navarro (1949)
- Orlando Verri (1950/1951)
- Roberto Taibo (1951/1953) .

## Filmografía
Intérprete
- El canto cuenta su historia (1976)
- Petróleo (1940)
- La barra de Taponazo (1932)

Música
- Así es el tango (1937)
- Murió el sargento Laprida (1937)

Temas musicales
- Matar al abuelito (1993)

## Compañías discográficas para las que grabó Julio De Caro
Julio De Caro grabó alrededor de 450 obras, principalmente a lo largo de los años 30, y este es el detalle de las compañías discográficas:
- RCA Víctor (1924 a 1928 )
- Brunswick (1929 a 1932)
- Víctor Juniors (1934)
- Odeón (1935 a 1942)
- RCA Víctor (1943 a 1944)
- Odeón (1949 a 1951)
- Pathe Odeón (1952 a 1953).